# ويليام ليون دوسن
ويليام ليون دوسن (بالإنجليزية: William Leon Dawson)‏ هو عالم حيوانات وعالم طيور أمريكي، ولد في 20 فبراير 1873 في ليون في الولايات المتحدة، وتوفي في 30 أبريل 1928 في كولومبوس في الولايات المتحدة.